# Bob Grossman

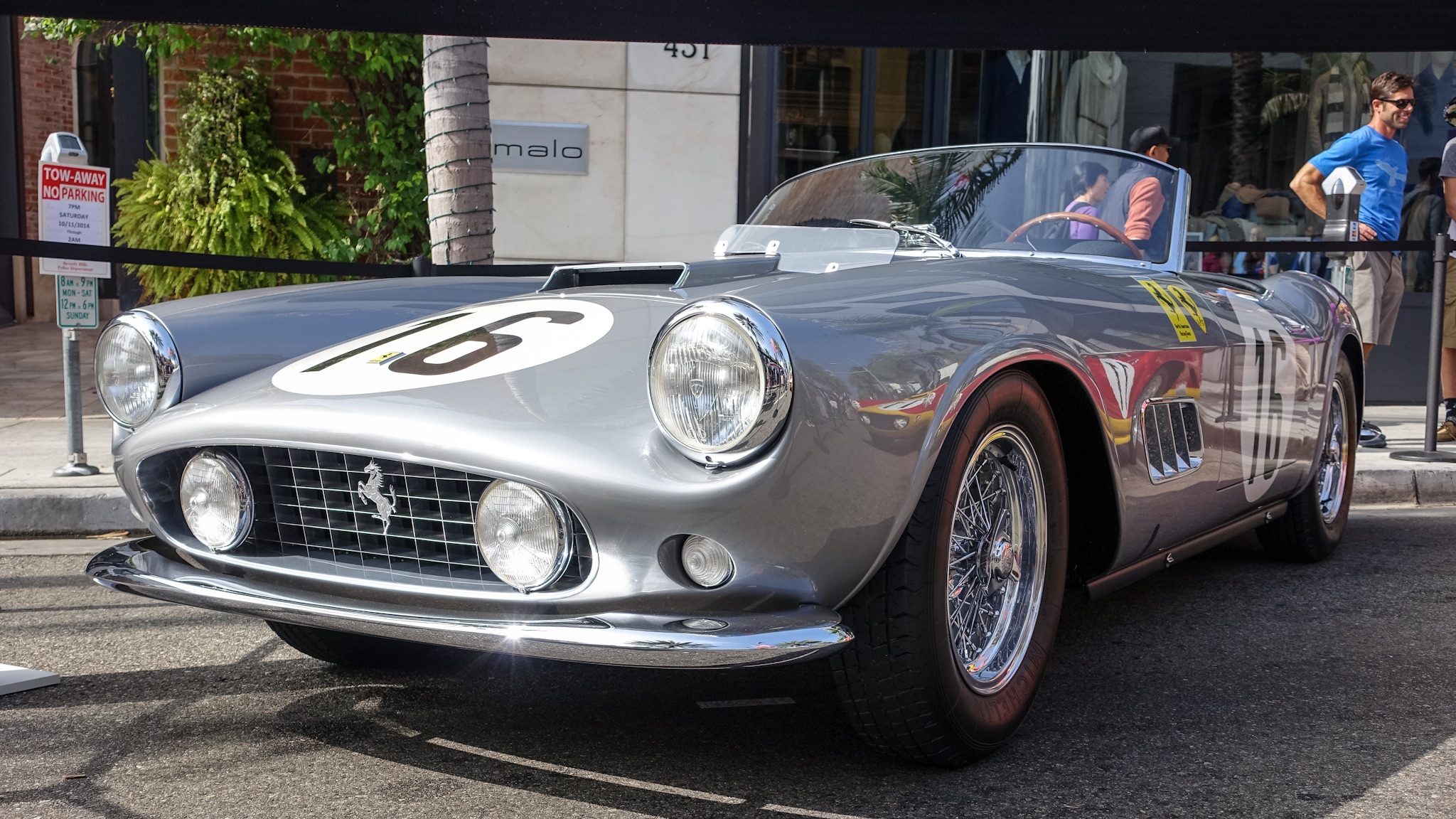
Der Ferrari 250 GT LWB Spyder California mit dem Bob Grossman beim 24-Stunden-Rennen von Le Mans 1959 am Start war

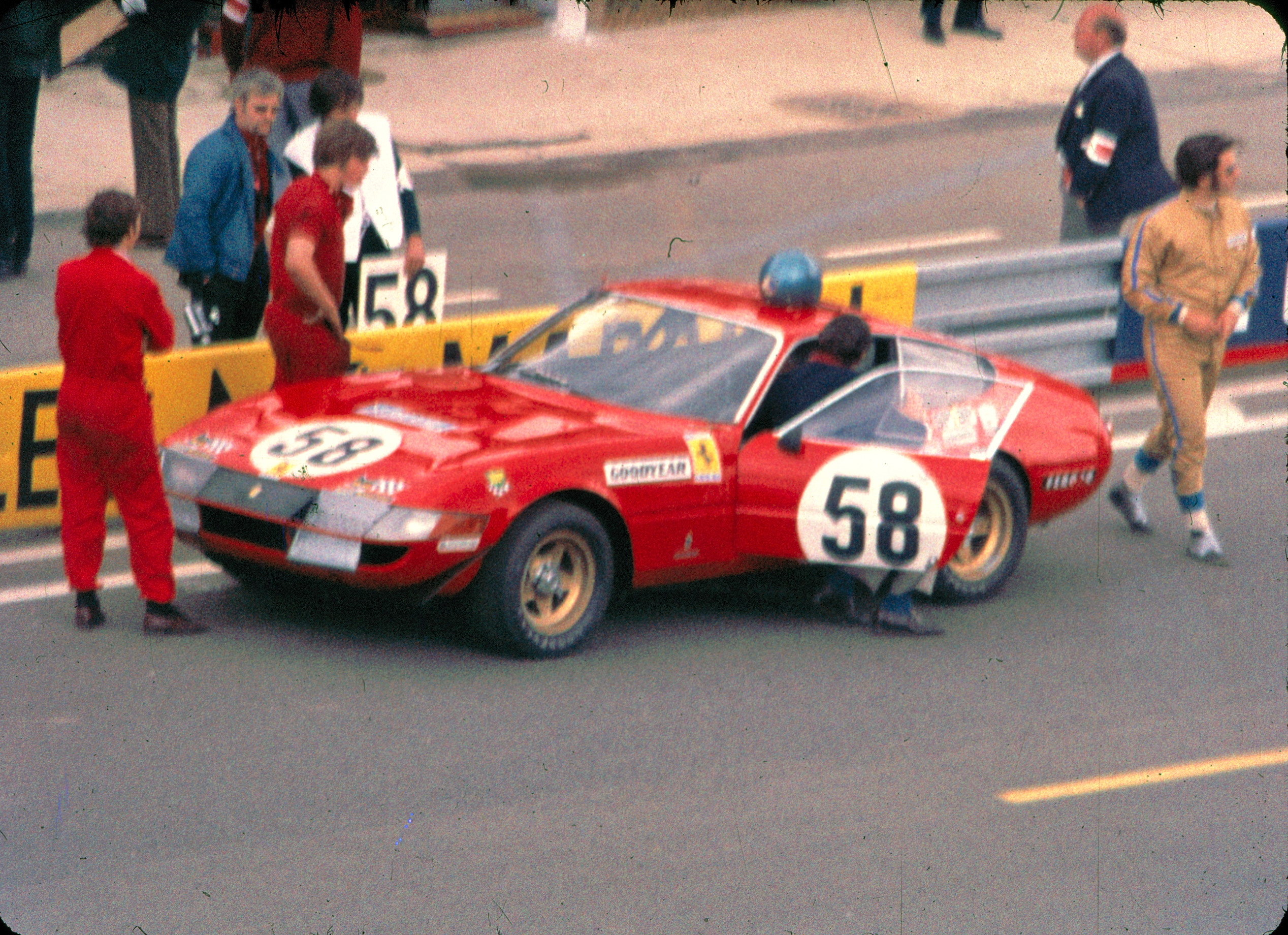
Der von Bob Grossman gefahrene Ferrari 365GTB/4 vor dem Start zum 24-Stunden-Rennen von Le Mans 1971. Rechts im Bild Teamkollege Luigi Chinetti junior

Robert Morris „Bob“ Grossman (* 10. Dezember 1922 in Philadelphia; † 20. Mai 2002 in Branford) war ein US-amerikanischer Autorennfahrer und Zeichner.

## Karriere
Bob Grossman machte vor dem Zweiten Weltkrieg eine Ausbildung zum Maler und Zeichner an der Philadelphia Museum School of Art. Nach vor dem Krieg begann er als Zeichner zu arbeiten und entwarf eine Fülle an Sportzeichnungen und Magazincovers. In den 1950er-Jahren stieg er in den Autohandel ein und exportierte Sportwagen aus Europa. 1952 begann auch seine Motorsportkarriere. Grossmann bestritt Sportwagenrennen.
Er gewann mehrere Meisterschaften in unterschiedlichen Klassen der SCCA und gab 1959 sein Debüt beim 24-Stunden-Rennen von Le Mans. Bis 1973 war er neunmal bei diesem Langstreckenrennen am Start. 1959 fuhr er als Partner von Fernand Tavano einen Ferrari 250 GT California des North American Racing Team auf den fünften Rang der Gesamtwertung. Es war neben dem fünften Rang 1971 die beste Platzierung von Grossman an der Sarthe. 1971 ging er erneut für das NART-Team an den Start. Diesmal war Luigi Chinetti jr., der Sohn des dreifachen Le-Mans-Siegers und Teambesitzers Luigi Chinetti, sein Partner.
1963 wurde er Präsident des Road Racing Drivers Club. Grossman, der auch eine professionelle Gesangsausbildung als Bariton hatte, starb 2002 im Alter von 79 Jahren an Krebs.

## Statistik

### Le-Mans-Ergebnisse
| Jahr | Team                       | Fahrzeug                  | Teamkollege           | Platzierung            | Ausfallgrund |
| ---- | -------------------------- | ------------------------- | --------------------- | ---------------------- | ------------ |
| 1959 | North American Racing Team | Ferrari 250 GT California | Fernand Tavano        | Rang 5                 |              |
| 1960 | Briggs Cunningham          | Chevrolet Corvette        | John Fitch            | Rang 8 und Klassensieg |              |
| 1961 | North American Racing Team | Ferrari 250 GT SWB        | André Pilette         | Rang 6                 |              |
| 1962 | North American Racing Team | Ferrari 250 GTO           | Fireball Roberts      | Rang 6 und Klassensieg |              |
| 1963 | Briggs Cunningham          | Jaguar E-Type Lightweight | Briggs Cunningham     | Rang 9                 |              |
| 1964 | North American Racing Team | Ferrari 250 GTO           | Fernand Tavano        | Rang 9                 |              |
| 1966 | Ford France S.A.           | Ford GT40                 | Guy Ligier            | Ausfall                | Defekt       |
| 1971 | North American Racing Team | Ferrari 365GTB/4          | Luigi Chinetti junior | Rang 5 und Klassensieg |              |
| 1973 | North American Racing Team | Ferrari 365GTB/4          | Lucien Guitteny       | Ausfall                | Defekt       |

### Sebring-Ergebnisse
| Jahr | Team                       | Fahrzeug                   | Teamkollege        | Teamkollege  | Platzierung             | Ausfallgrund |
| ---- | -------------------------- | -------------------------- | ------------------ | ------------ | ----------------------- | ------------ |
| 1955 | Dr. Dolph Vilardi          | Jaguar XK140 MC            | George Rice        |              | Rang 26                 |              |
| 1959 | Bob Grossman               | Alfa Romeo Giulietta SV    | Bob Rubin          | Louis Comito | Rang 42                 |              |
| 1960 | A.C. Cars Ltd.             | AC Ace                     | Mike Rothschild    |              | Rang 21                 |              |
| 1961 | David Ash                  | Aston Martin DB4 GT        | Duncan Black       |              | Ausfall                 | Lagerschaden |
| 1962 | North American Racing Team | Ferrari Dino 246S          | Alan Connell       |              | Ausfall                 | kein Öldruck |
| 1963 | Abarth Corse               | Abarth-Simca 1300 Bialbero | Ray Cuomo          |              | Ausfall                 | Motorschaden |
| 1964 | NART                       | Ferrari 250 GTO LMB        | Dick Thompson      |              | Rang 14                 |              |
| 1965 | Scuderia Bear              | Ferrari 330P               | Skip Hudson        |              | Ausfall                 | Differential |
| 1966 | Scuderia Bear              | Shelby Cobra Roadster      | Ed Lowther         |              | Rang 10 und Klassensieg |              |
| 1967 | Autosport International    | Ford GT40                  | William McNamara   |              | Rang 8                  |              |
| 1968 | Randy’s Auto Body          | Ford Mustang               | Bob Dini           |              | Ausfall                 | Motorschaden |
| 1969 | Best Photo Service         | Chevrolet Camaro Z/28      | Donald Yenko       |              | Rang 10 und Klassensieg |              |
| 1970 | Marlbank Racing Team       | Chevrolet Camaro           | Donald Yenko       |              | Rang 17                 |              |
| 1971 | North American Racing Team | Ferrari 365 GTB/4          | Harley Cluxton     |              | Rang 12                 |              |
| 1972 | N.A.R.T.                   | Ferrari 365 GTB/4          | Luigi Chinetti jr. |              | Rang 8                  |              |
| 1975 | Marty Hinze                | De Tomaso Pantera          | Marty Hinze        |              | Ausfall                 | Defekt       |

### Einzelergebnisse in der Sportwagen-Weltmeisterschaft
| Saison | Team                                                            | Rennwagen                                                | 1   | 2   | 3   | 4   | 5   | 6   | 7   | 8   | 9   | 10  | 11  | 12  | 13  | 14  | 15  | 16  | 17  | 18  | 19  | 20  | 21  | 22  |
| ------ | --------------------------------------------------------------- | -------------------------------------------------------- | --- | --- | --- | --- | --- | --- | --- | --- | --- | --- | --- | --- | --- | --- | --- | --- | --- | --- | --- | --- | --- | --- |
| 1955   | Dolph Vilardi                                                   | Jaguar XK 140                                            | BUA | SEB | MIM | LEM | RTT | TAR |     |     |     |     |     |     |     |     |     |     |     |     |     |     |     |     |
| 1955   | Dolph Vilardi                                                   | Jaguar XK 140                                            | 26  |     |     |     |     |     |     |     |     |     |     |     |     |     |     |     |     |     |     |     |     |     |
| 1959   | Bob Grossman North American Racing Team                         | Alfa Romeo Giulietta SV Ferrari 250 GT                   | SEB | TAR | NÜR | LEM | RTT |     |     |     |     |     |     |     |     |     |     |     |     |     |     |     |     |     |
| 1959   | Bob Grossman North American Racing Team                         | Alfa Romeo Giulietta SV Ferrari 250 GT                   | 42  |     |     | 5   |     |     |     |     |     |     |     |     |     |     |     |     |     |     |     |     |     |     |
| 1960   | AC Cars Briggs Cunningham                                       | AC Ace Chevrolet Corvette                                | BUA | SEB | TAR | NÜR | LEM |     |     |     |     |     |     |     |     |     |     |     |     |     |     |     |     |     |
| 1960   | AC Cars Briggs Cunningham                                       | AC Ace Chevrolet Corvette                                |     | 21  |     |     | 8   |     |     |     |     |     |     |     |     |     |     |     |     |     |     |     |     |     |
| 1961   | David Ash North American Racing Team                            | Aston Martin DB4 Ferrari 250 GT                          | SEB | TAR | NÜR | LEM | PES |     |     |     |     |     |     |     |     |     |     |     |     |     |     |     |     |     |
| 1961   | David Ash North American Racing Team                            | Aston Martin DB4 Ferrari 250 GT                          | DNF |     |     | 6   |     |     |     |     |     |     |     |     |     |     |     |     |     |     |     |     |     |     |
| 1962   | North American Racing Team Bob Grossman                         | Ferrari Dino 246S Ferrari 250 GTO Fiat-Abarth 1000       | DAY | SEB | SEB | MAI | TAR | BER | NÜR | LEM | TAV | CCA | RTT | NÜR | BRI | BRI | PAR |     |     |     |     |     |     |     |
| 1962   | North American Racing Team Bob Grossman                         | Ferrari Dino 246S Ferrari 250 GTO Fiat-Abarth 1000       |     |     | DNF |     |     |     |     | 6   |     |     |     |     | 3   | 2   |     |     |     |     |     |     |     |     |
| 1963   | Abarth Briggs Cunningham Scuderia Bear                          | Abarth-Simca 1300 Bialbero Jaguar E-Type Ferrari 250 GTO | DAY | SEB | SEB | TAR | SPA | MAI | NÜR | CON | ROS | LEM | MON | WIS | TAV | FRE | CCE | RTT | OVI | NÜR | MON | MON | TDF | BRI |
| 1963   | Abarth Briggs Cunningham Scuderia Bear                          | Abarth-Simca 1300 Bialbero Jaguar E-Type Ferrari 250 GTO |     | DNF | DNF |     |     |     |     |     |     | 9   |     |     |     |     |     |     |     |     |     |     |     | 10  |
| 1964   | North American Racing Team Harry Theodoracopoulos Scuderia Bear | Ferrari 250 GTO Alfa Romeo TZ Ferrari 250LM              | DAY | SEB | TAR | MON | SPA | CON | NÜR | ROS | LEM | REI | FRE | CCE | RTT | SIM | NÜR | MON | TDF | BRI | BRI | PAR |     |     |
| 1964   | North American Racing Team Harry Theodoracopoulos Scuderia Bear | Ferrari 250 GTO Alfa Romeo TZ Ferrari 250LM              | 3   | 14  |     |     |     |     |     |     | 9   | DNF |     |     |     |     |     |     |     | 3   | 3   |     |     |     |
| 1965   | North American Racing Team Scuderia Bear Harry Theodoracopulos  | Ferrari 275P Ferrari 330P Alfa Romeo TZ                  | DAY | SEB | BOL | MON | MON | RTT | TAR | SPA | NÜR | MUG | ROS | LEM | REI | BOZ | FRE | CCE | OVI | NÜR | BRI | BRI |     |     |
| 1965   | North American Racing Team Scuderia Bear Harry Theodoracopulos  | Ferrari 275P Ferrari 330P Alfa Romeo TZ                  | DNF | DNF |     |     |     |     |     |     |     |     |     |     |     |     |     |     |     |     | 8   | 4   |     |     |
| 1966   | Ford Scuderia Bear Ford France                                  | Ford GT40 AC Cobra                                       | DAY | SEB | MON | TAR | SPA | NÜR | LEM | MUG | CCE | HOK | SIM | NÜR | ZEL |     |     |     |     |     |     |     |     |     |
| 1966   | Ford Scuderia Bear Ford France                                  | Ford GT40 AC Cobra                                       | 14  | 10  |     |     |     |     | DNF |     |     |     |     |     |     |     |     |     |     |     |     |     |     |     |
| 1967   | Dockery Ford Inc. Autosport International                       | Shelby Mustang Ford GT40                                 | DAY | SEB | MON | SPA | TAR | NÜR | LEM | HOK | MUG | BRH | CCE | ZEL | OVI | NÜR |     |     |     |     |     |     |     |     |
| 1967   | Dockery Ford Inc. Autosport International                       | Shelby Mustang Ford GT40                                 | DNF | 8   |     |     |     |     |     |     |     |     |     |     |     |     |     |     |     |     |     |     |     |     |
| 1968   | Randy’s Auto Body North American Racing Team                    | Ford Mustang Ferrari 275 GTB                             | DAY | SEB | BRH | MON | TAR | NÜR | SPA | WAT | ZEL | LEM |     |     |     |     |     |     |     |     |     |     |     |     |
| 1968   | Randy’s Auto Body North American Racing Team                    | Ford Mustang Ferrari 275 GTB                             | 23  | DNF |     |     |     |     |     | 9   |     |     |     |     |     |     |     |     |     |     |     |     |     |     |
| 1969   | Best Photo Service Yenko Sports Cars                            | Chevrolet Camaro Z/28                                    | DAY | SEB | BRH | MON | TAR | SPA | NÜR | LEM | WAT | ZEL |     |     |     |     |     |     |     |     |     |     |     |     |
| 1969   | Best Photo Service Yenko Sports Cars                            | Chevrolet Camaro Z/28                                    | 12  | 10  |     |     |     |     |     |     | DNF |     |     |     |     |     |     |     |     |     |     |     |     |     |
| 1970   | Mamie Reynolds Gregory Marlbank Racing Team                     | Chevrolet Camaro                                         | DAY | SEB | BRH | MON | TAR | SPA | NÜR | LEM | WAT | ZEL |     |     |     |     |     |     |     |     |     |     |     |     |
| 1970   | Mamie Reynolds Gregory Marlbank Racing Team                     | Chevrolet Camaro                                         | DNF | 17  |     |     |     |     |     |     | 10  |     |     |     |     |     |     |     |     |     |     |     |     |     |
| 1971   | Baker Motor Company North American Racing Team                  | Chevron B16 Ferrari 365 GTB/4                            | BUA | DAY | SEB | BRH | MON | SPA | TAR | NÜR | LEM | ZEL | WAT |     |     |     |     |     |     |     |     |     |     |     |
| 1971   | Baker Motor Company North American Racing Team                  | Chevron B16 Ferrari 365 GTB/4                            |     | 12  | 12  |     |     |     |     |     | 5   |     |     |     |     |     |     |     |     |     |     |     |     |     |
| 1972   | North American Racing Team                                      | Ferrari 365 GTB/4                                        | BUA | DAY | SEB | BRH | MON | SPA | TAR | NÜR | LEM | ZEL | WAT |     |     |     |     |     |     |     |     |     |     |     |
| 1972   | North American Racing Team                                      | Ferrari 365 GTB/4                                        | 8   |     |     |     |     |     |     |     |     |     |     |     |     |     |     |     |     |     |     |     |     |     |
| 1973   | North American Racing Team Bob Grossman                         | Ferrari 365 GTB/4                                        | DAY | VAL | DIJ | MON | SPA | TAR | NÜR | LEM | ZEL | WAT |     |     |     |     |     |     |     |     |     |     |     |     |
| 1973   | North American Racing Team Bob Grossman                         | Ferrari 365 GTB/4                                        | 5   |     |     |     |     |     |     | DNF |     | 15  |     |     |     |     |     |     |     |     |     |     |     |     |
| 1974   | F. J. Maka Racing                                               | De Tomaso Pantera                                        | MON | SPA | NÜR | IMO | LEM | ZEL | WAT | LEC | BRH | KYA |     |     |     |     |     |     |     |     |     |     |     |     |
| 1974   | F. J. Maka Racing                                               | De Tomaso Pantera                                        |     |     |     | DNF |     |     |     |     |     |     |     |     |     |     |     |     |     |     |     |     |     |     |
| 1975   | Grossman Motors                                                 | De Tomaso Pantera                                        | DAY | MUG | DIJ | MON | SPA | PER | NÜR | ZEL | WAT |     |     |     |     |     |     |     |     |     |     |     |     |     |
| 1975   | Grossman Motors                                                 | De Tomaso Pantera                                        |     |     |     |     |     | DNF |     |     |     |     |     |     |     |     |     |     |     |     |     |     |     |     |
| 1976   | John Wood                                                       | Porsche 911 Carrera RSR                                  | MUG | VAL | NÜR | MON | SIL | IMO | NÜR | ZEL | PER | WAT | MOS | DIJ | DIJ | SAL |     |     |     |     |     |     |     |     |
| 1976   | John Wood                                                       | Porsche 911 Carrera RSR                                  |     |     |     |     |     |     | 18  |     |     |     |     |     |     |     |     |     |     |     |     |     |     |     |